# Skålan
Skålan (Skaola) är en by (småort) i Bergs kommun, belägen i Klövsjö distrikt (Klövsjö socken) i södra Jämtland, vid den nordvästra sidan av älven Ljungan, två mil nedströms Börtnan och två mil uppströms Åsarna. Närheten till Klövsjöfjällen och Åsarna sätter sin prägel på Skålan med stora möjligheter till ett aktivt friluftsliv.

## Ortnamnet
Byn Skålan omtalas första gången år 1410, då en Olaf i Skala uppräknas i ett brev som återfinns i Jämtlands och Härjedalens Diplomatarium. Ortnamnet kan sättas i samband med ett i fornvästnordiskan känt ord skáli som bildar ortnamn i bl.a. Sørli i Norge. Ordets ursprungliga innebörd är "stort rum", "hus som ligger bredvid det egentliga boningshuset", "avlägset beläget hus där man bor tillfälligt". I nutida språk, där även formen skåle förekommer, skiftar betydelsen en del men avser vanligen "enkelt skjul", "primitiv eldbod i skogen" eller något liknande.

## Befolkningsutveckling
| Befolkningsutvecklingen i Skålan 1960–2015                       | Befolkningsutvecklingen i Skålan 1960–2015 | Befolkningsutvecklingen i Skålan 1960–2015 | Befolkningsutvecklingen i Skålan 1960–2015 | Befolkningsutvecklingen i Skålan 1960–2015 |
| ---------------------------------------------------------------- | ------------------------------------------ | ------------------------------------------ | ------------------------------------------ | ------------------------------------------ |
|                                                                  |                                            |                                            |                                            |                                            |
| År                                                               |                                            |                                            | Folkmängd                                  | Areal (ha)                                 |
| 1960                                                             | 1960                                       |                                            | 153                                        | ¤                                          |
| 1990                                                             | 1990                                       |                                            | 126                                        | 43#                                        |
| 1995                                                             | 1995                                       |                                            | 138                                        | 45#                                        |
| 2000                                                             | 2000                                       |                                            | 128                                        | 46#                                        |
| 2005                                                             | 2005                                       |                                            | 98                                         | 46#                                        |
| 2010                                                             | 2010                                       |                                            | 103                                        | 47#                                        |
| 2015                                                             | 2015                                       |                                            | 103                                        | 70#                                        |
| Anm.: ¤ Som tätortsbebyggelse med 150-199 invånare # Som småort. |                                            |                                            |                                            |                                            |

## Arrangemang
Byn arrangerar varje år sedan startåret 1996 en multisporttävling benämnd CYPAKUTSI som består en lagtävling där namnet är en förkortning av grenarna CYkla, PAddla, KUta, SImma.
Skålan har också dansarrangemang i byns bygdegård samt årliga fiske- och pimpeltävlingar. Av byns lokala näringsliv arrangeras olika typer av besöks-, konst- och kulturevenemang hos Skålans Café och Skålans Gårdsmejeri.
Samman med grannbyn Börtnan finns även "Bildarkive at Börtn å Skaola" som varje år anordnar fotoutställningar på bua (handelsboden).